# La ruleta rusa
La ruleta rusa (Russian Roulette) es una película de acción de 1975. Con producción británico-canadiense, fue dirigida por Lou Lombardo y protagonizada por George Segal, Cristina Raines y Denholm Elliott.

## Sinopsis
Shaver (George Segal), un exoficial de la Policía Montada del Canadá, recibe la oferta de vigilar a un disidente letón durante la próxima visita a Vancouver del primer ministro soviético. Sin embargo, al aceptar el encargo, se ve sumido en una conspiración del KGB para matar al propio primer ministro durante su visita a Canadá. Shaver pone en riesgo su vida, a costa de limpiar su propio nombre.

## Reparto
- George Segal : Cpl. Timothy Shaver
- Cristina Raines : Bogna Kirchoff
- Bo Brundin : Col. Sergi Vostick
- Denholm Elliott :  Commander Petapiece
- Gordon Jackson :  Hardison
- Peter Donat : Insp. Peter McDermott
- Richard Romanus :  Raymond Ragulin
- Nigel Stock :  Ferguson
- Val Avery : Rudolph Henke
- Louise Fletcher : Midge
- Graham Jarvis : Bension (RCMP)
- Constantine Gregory : Samuel
- Jacques Sandulescu :  Gorki (KGB)
- Wally Marsh :: Taggart
- Hagan Beggs :  Kavinsky

## Producción
La película supuso el debut cinematográfico de Lombardo como director, lo que se observa principalmente en su labor de editor. El guion fue adaptación de la novela Kosygin is Coming, de Tom Ardies. Fue filmada principalmente en Vancouver (Canadá), donde transcurre la historia.

## Estreno
Después de ser estrenada en salas de cine en 1975, la película fue editada en VHS en 1986, y en DVD por Shout! Factory en octubre de 2013, entregada en un doble álbum, junto a Amor y balas, una película protagonizada por Charles Bronson y estrenada originalmente en 1979.